# Otto Leodolter
Otto Leodolter (Mariazell, 18 marzo 1936 – Ried im Innkreis, 16 dicembre 2020) è stato un saltatore con gli sci austriaco.

## Palmarès

### Olimpiadi
- Bronzo a Squaw Valley 1960 nel salto con gli sci.